# 罗斯玛丽·肯尼迪
罗丝·玛丽·"罗斯玛丽" ·肯尼迪（英語：Rose Marie "Rosemary" Kennedy，1918年9月13日—2005年1月7日）是老约瑟夫·P·肯尼迪和罗丝·菲茨杰拉德·肯尼迪的长女，也是他们的第三个孩子。她还是美国总统约翰·肯尼迪的妹妹，参议员罗伯特·肯尼迪和泰德·肯尼迪的姐姐。
罗斯玛丽因出生时大脑缺氧导致智力发育出现迟缓，初入成年时曾出现癫痫发作和严重的情绪波动。对此她的父亲在1941年为其安排了脑白质切除术，却导致手术失败，罗斯玛丽就此变成终身残疾，无法进行清晰的言语表达。此后她几乎生活在威斯康星州的一家精神病院里，关于她的秘密和下落也被隐藏了数十年。

## 家庭和早年生活
罗丝·玛丽于1918年9月13日出生在布鲁克莱恩她父母的家里，她的名字来源于她的母亲罗丝·菲茨杰拉德·肯尼迪 她常常被称为罗斯玛丽（Rosemary）或罗茜（Rosie）。她出生时正值西班牙流感爆发，负责接生的医生不能立即赶到，护士让婴儿母亲将双腿合拢，迫使腹中婴儿在产道里被困两小时，导致严重缺氧，损害了婴儿的智力发育。 随着罗斯玛丽的成长，她的父母察觉到女儿没有达到婴儿或学步儿童通常在某个月或某一年达到的基本发育步骤。罗斯玛丽长到两岁时，就连自行坐立、攀爬和学习说话方面存在困难。
关于罗斯玛丽的任何文章都指出她存在智力上的缺陷， 但也有人对肯尼迪家族关于她的残疾程度方面的表述表示质疑。 尽管有私人教师帮忙，但罗斯玛丽的读写能力依旧很难跟上正常孩子的水平。15岁时，她的读写和算术能力只达到四年级学生水平，不过能看懂小熊维尼故事书。

## 接受脑白质切除术
根据罗斯玛丽的妹妹尤妮斯的说法，1940年罗斯玛丽从英国回到美国后，变得“愈发易怒且难以控制自己的行为”。 她经常出现抽搐症状 还会突然暴怒并袭击或伤害别人。 父亲约瑟夫担心女儿的暴躁行为会让家人蒙羞，甚至影响自己和其他孩子的政治前途。
后来约瑟夫从医生那里了解到一种叫做脑白质切除术的精神外科手术，于是决定让罗斯玛丽接受这场手术来控制她的脾性。手术安排在1941年11月进行， 但约瑟夫直到手术完成后才告诉自己的妻子。
不料罗斯玛丽之后的惨状证明手术严重失败。她的智力一下子退化到两岁孩子的水平，言语能力和行走能力也几乎丧失，她甚至出现大小便失禁的情况。

## 之后的生活
1969年父亲老约瑟夫去世后，罗斯玛丽才逐渐回归她的大家庭。虽然她得已重新学会走路，但腿脚仍不利索，且再也无法恢复清晰说话的能力。